# Reprezentacja Bułgarii w piłce siatkowej mężczyzn

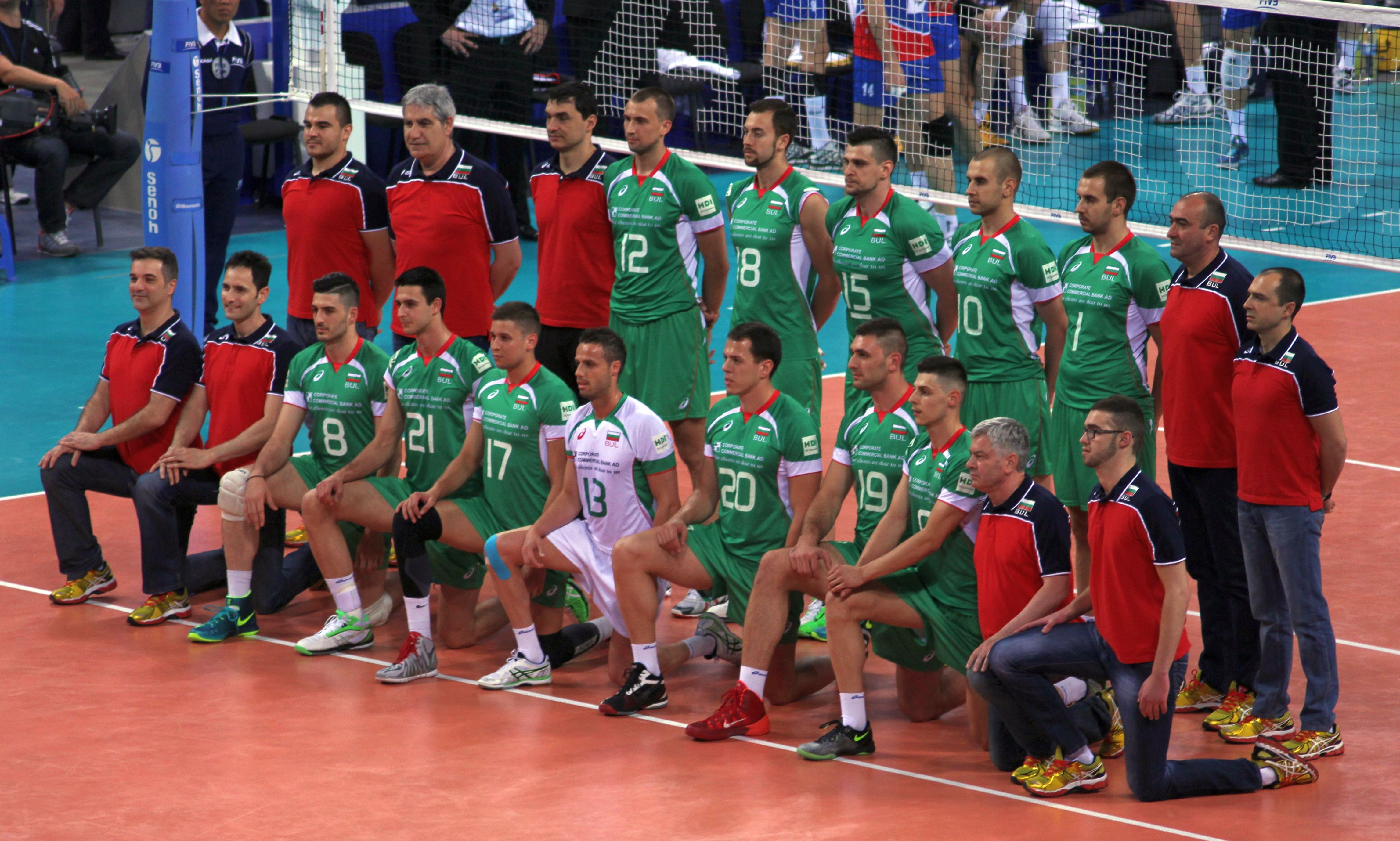
Reprezentacja Bułgarii w 2014 roku przed meczem z Serbią

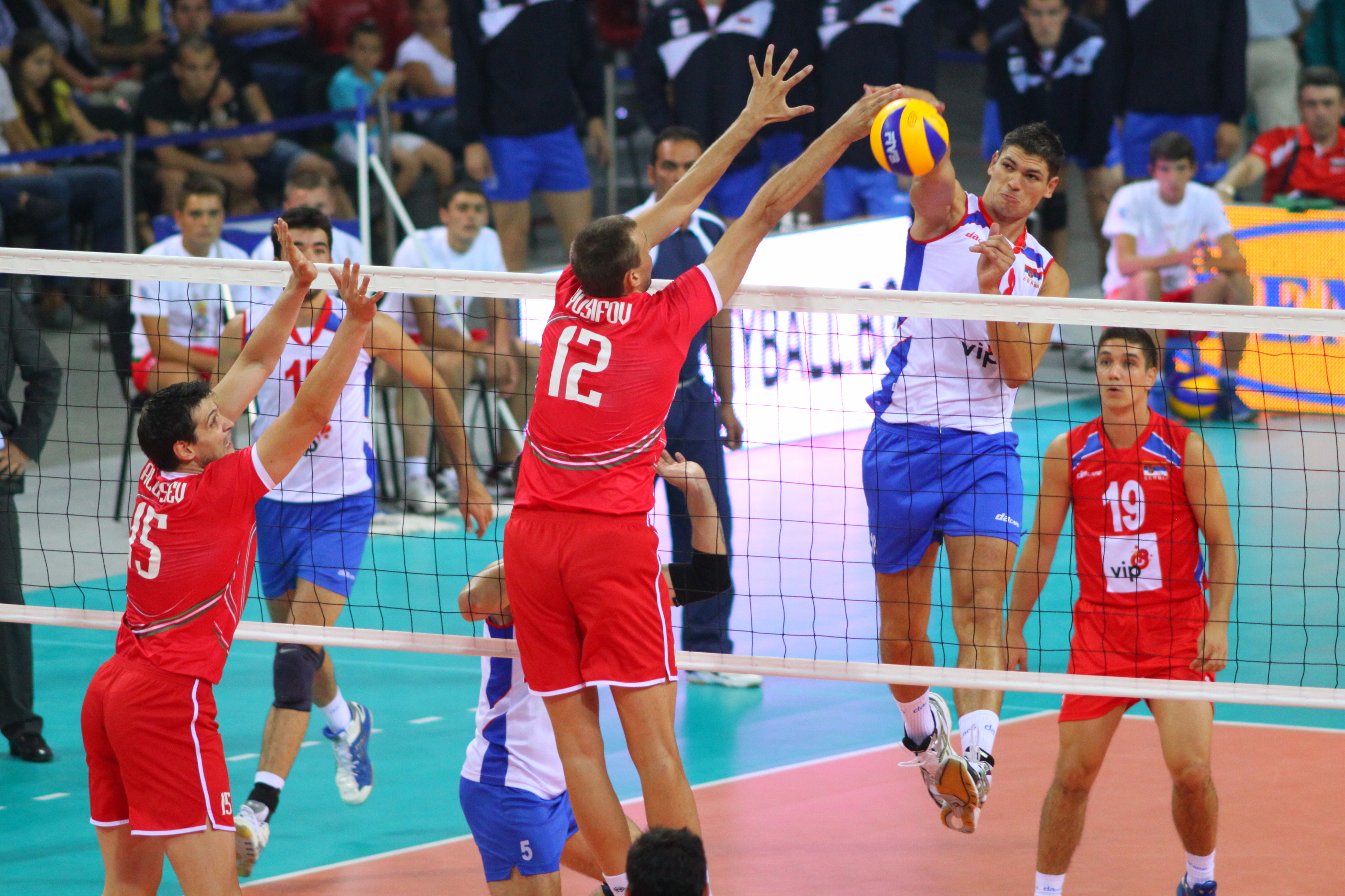
Towarzyski mecz w Sofii, Bułgaria – Serbia (2011)

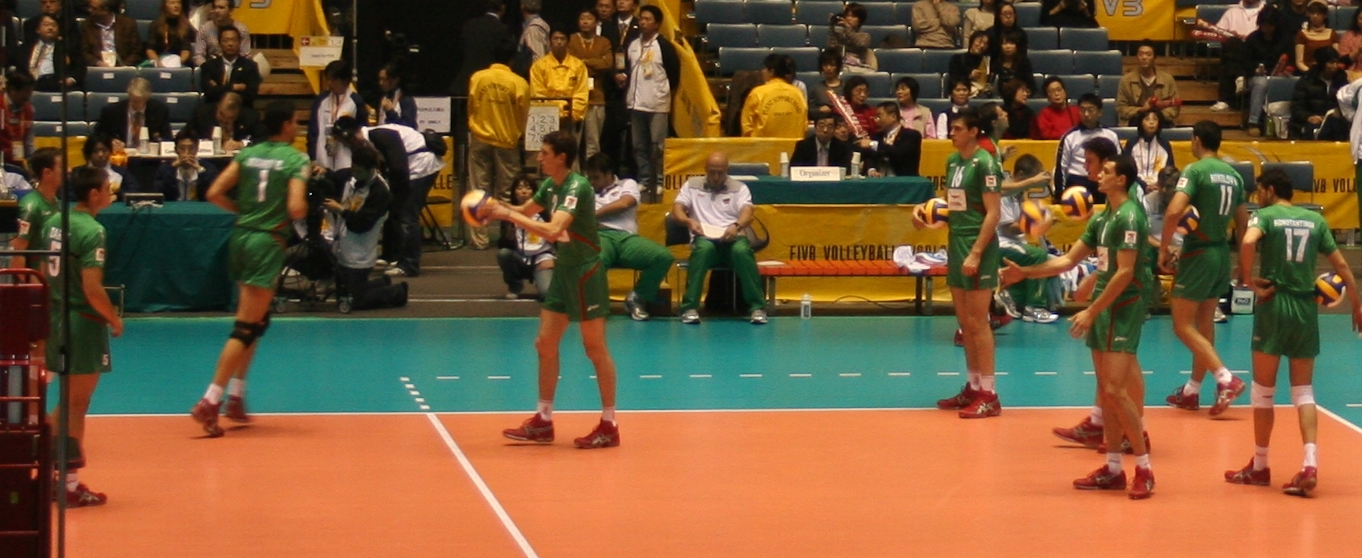
Siatkarze Bułgarii przed meczem półfinałowym z Polską, mundial 2006

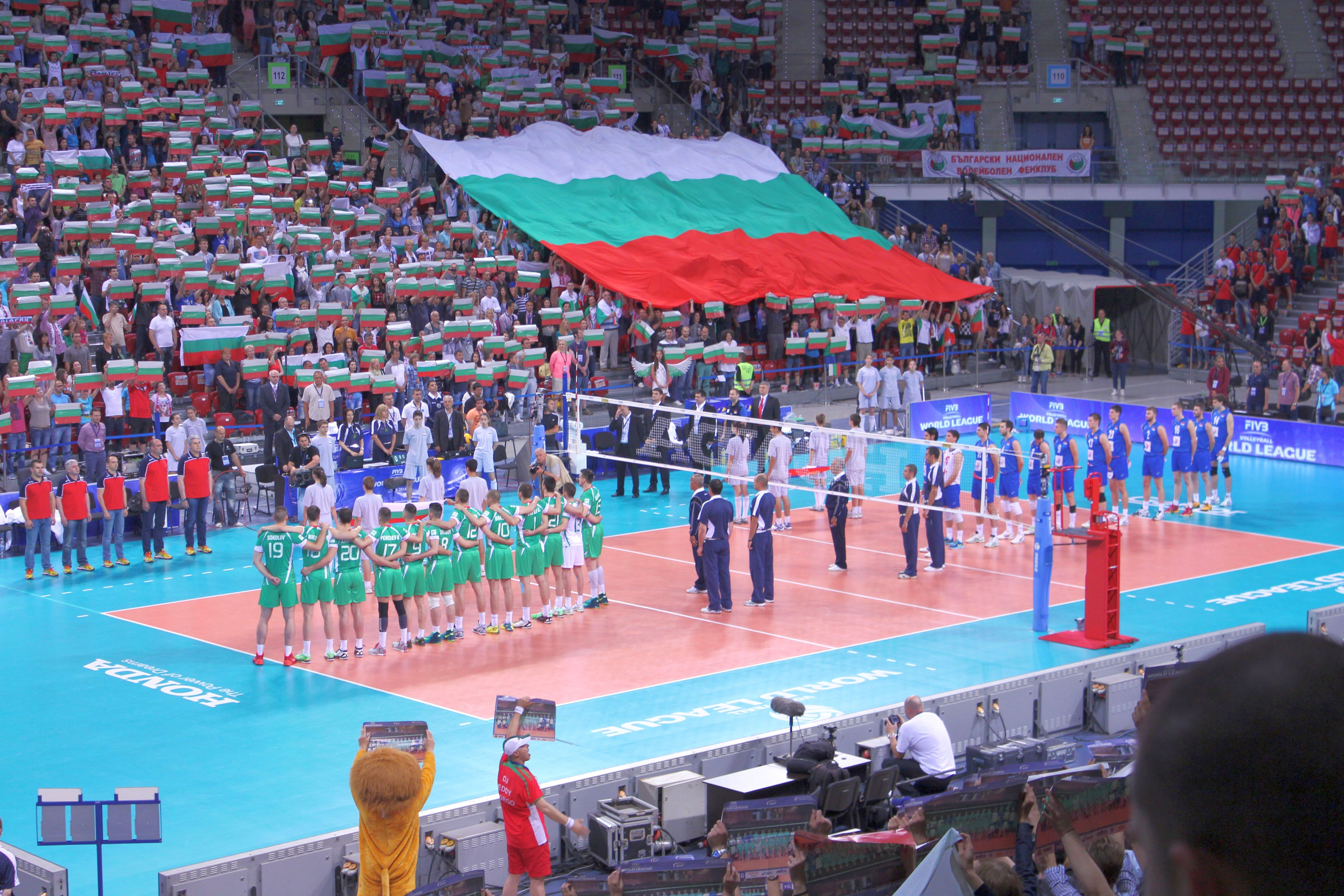
Rozpoczęcie meczu na Lidze Światowej, Sofia 2014

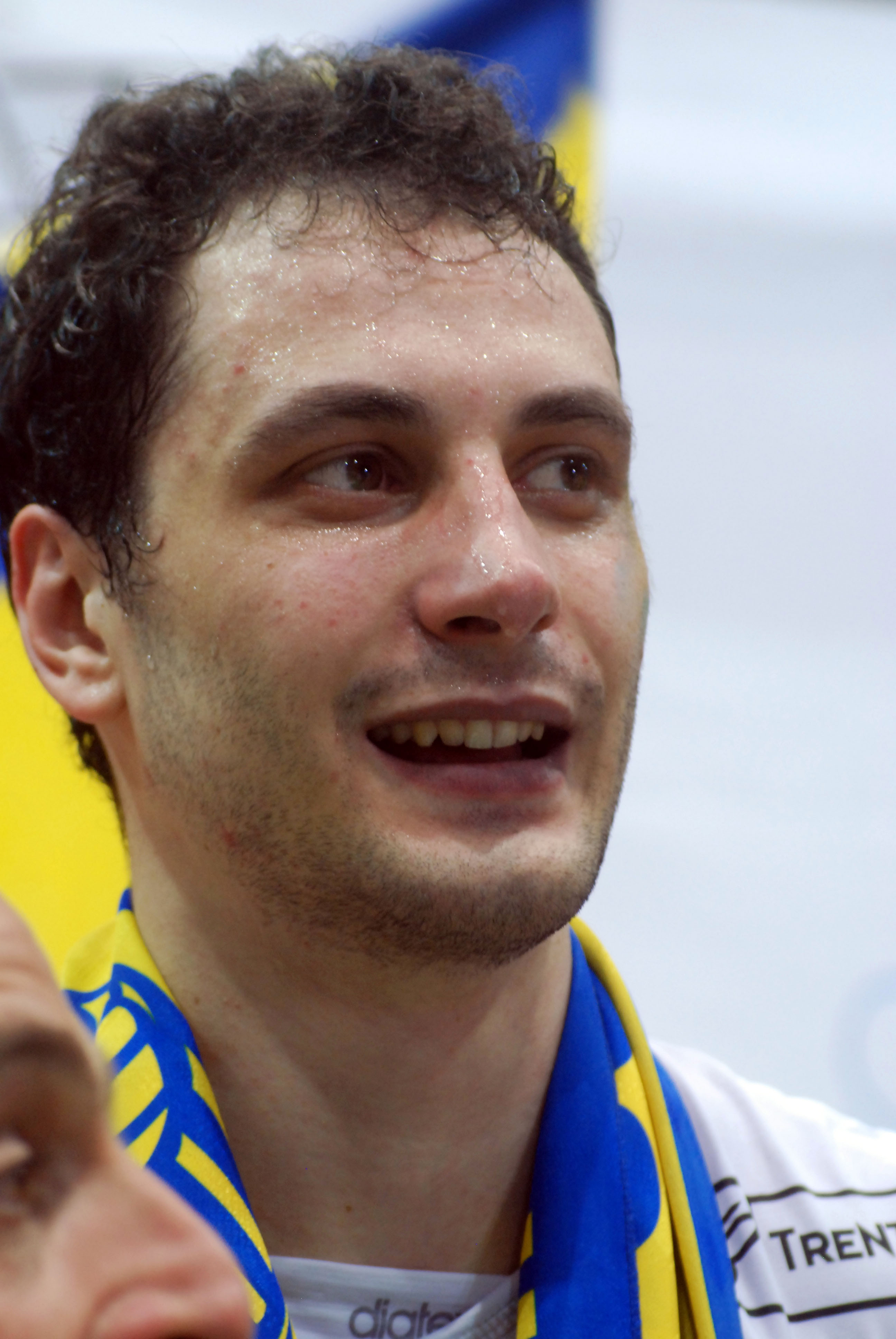
Światowym rekordzistą najsilniejszego serwisu jest Matej Kazijski, który nadał piłce prędkość 132 km/h

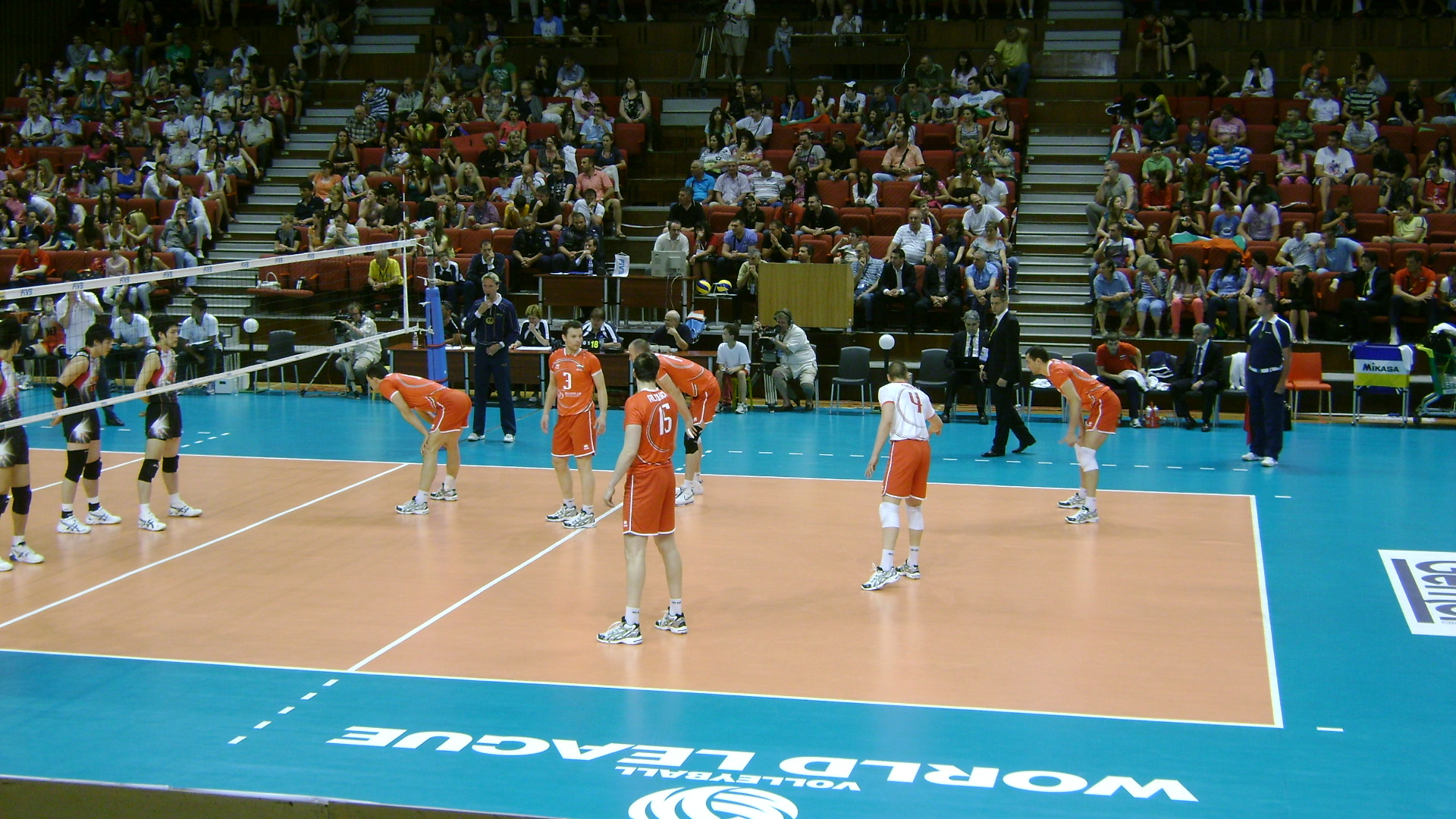
Reprezentanci Bułgarii podczas meczu z reprezentacją Japonii w Lidze Światowej 2011

Reprezentacja Bułgarii w piłce siatkowej mężczyzn – członek FIVB oraz od 1949 CEV.
Najlepszy wynik drużyna zanotowała w 1970 roku, kiedy po porażce w finale mundialu z NRD zdobyła srebrny medal. Ponadto w latach 1949–1986 ośmiokrotnie stawała na podium mistrzostw świata, Europy i igrzysk olimpijskich. Znaczny regres formy zespołu przypadł na lata 90.
Na Mistrzostwach Świata 2006, w dwudziestą rocznicę zdobycia brązowego medalu przez podopiecznych Bogdana Kjuczukowa, Bułgarzy, po kilku latach słabszych występów na turniejach mistrzowskich, ponownie zostali trzecią drużyną globu. 

## Trenerzy
| Lata      | Imię i nazwisko      |
| --------- | -------------------- |
| 2002      | Asen Gałabinow       |
| 2003–2004 | Miłorad Kijać        |
| 2005–2008 | Martin Stoew         |
| 2008–2010 | Silvano Prandi       |
| 2010–2012 | Radostin Stojczew    |
| 2012      | Najden Najdenow      |
| 2012–2014 | Camillo Placì        |
| 2014–2018 | Płamen Konstantinow  |
| 2019–2021 | Silvano Prandi       |
| 2022      | Nikołaj Żelazkow     |
| 2022–2023 | Płamen Konstantinow  |
| 2023–     | Gianlorenzo Blengini |

## Szeroki skład reprezentacji Bułgarii naLigę Narodów 2025[2]
| Nr | Imię i nazwisko     | Data urodzenia | Wzrost | Klub (Sezon 2024/2025)                  | Pozycja      |
| -- | ------------------- | -------------- | ------ | --------------------------------------- | ------------ |
| 1  | Simeon Nikołow      | 24.11.2006     | 204 cm | California State University, Long Beach | rozgrywający |
| 2  | Krasimir Georgiew   | 13.02.1995     | 203 cm | Neftochimik Burgas                      | środkowy     |
| 3  | Ilija Petkow        | 10.10.1996     | 201 cm | Spacer’s de Toulouse                    | środkowy     |
| 4  | Martin Atanasow     | 27.09.1996     | 200 cm | Galatasaray HDI Sigorta Stambuł         | przyjmujący  |
| 5  | Boris Naczew        | 22.04.2004     | 206 cm | Czerno more Warna                       | środkowy     |
| 8  | Asparuch Asparuchow | 28.07.2000     | 200 cm | Kuzbass Kemerowo                        | przyjmujący  |
| 11 | Aleks Grozdanow     | 28.03.1998     | 208 cm | Bogdanka LUK Lublin                     | środkowy     |
| 12 | Georgi Tatarow      | 10.05.2003     | 198 cm | Yuasa Battery Grottazzolina             | przyjmujący  |
| 13 | Dimityr Dimitrow    | 11.12.2000     | 208 cm | Montpellier HSC VB                      | atakujący    |
| 14 | Martin Bożiłow      | 11.04.1988     | 190 cm | CSKA Sofia                              | libero       |
| 15 | Rusi Żelew          | 21.12.2001     | 197 cm | Beroe 2016 Stara Zagora                 | przyjmujący  |
| 18 | Wenisław Antow      | 06.04.2004     | 196 cm | Lewski Sofia                            | atakujący    |
| 20 | Stoił Palew         | 21.05.2003     | 188 cm | Lewski Sofia                            | rozgrywający |
| 22 | Damjan Kolew        | 11.01.2002     | 176 cm | Lewski Sofia                            | libero       |
| 23 | Aleksandyr Nikołow  | 30.11.2003     | 203 cm | Cucine Lube Civitanova                  | przyjmujący  |
| 25 | Ljubosław Tełkijski | 24.08.2001     | 197 cm | Beroe 2016 Stara Zagora                 | rozgrywający |
| 29 | Presław Petkow      | 28.10.2003     | 207 cm | Pirin Razłog                            | środkowy     |

## Udział w międzynarodowych turniejach

### Igrzyska olimpijskie
| 1964 | Grupa finałowa               | 5/10                         | 9                            | 5                            | 4                            | 20                           | 16                           | W miejsce Maroka  |                   |                   |                   |                   |
| 1968 | Grupa finałowa               | 6/10                         | 9                            | 4                            | 5                            | 16                           | 17                           | W miejsce Rumunii |                   |                   |                   |                   |
| 1972 | Półfinał                     | 4/12                         | 7                            | 4                            | 3                            | 15                           | 14                           | Kwalifikacja z MŚ |                   |                   |                   |                   |
| 1976 | Nie zakwalifikowała się      | Nie zakwalifikowała się      | Nie zakwalifikowała się      | Nie zakwalifikowała się      | Nie zakwalifikowała się      | Nie zakwalifikowała się      | Nie zakwalifikowała się      |                   |                   |                   |                   |                   |
| 1980 | Finał                        | 2/10                         | 6                            | 4                            | 2                            | 13                           | 8                            |                   |                   |                   |                   |                   |
| 1984 | Wycofała się przed turniejem | Wycofała się przed turniejem | Wycofała się przed turniejem | Wycofała się przed turniejem | Wycofała się przed turniejem | Wycofała się przed turniejem | Wycofała się przed turniejem |                   |                   |                   |                   |                   |
| 1988 | Faza grupowa                 | 6/12                         | 7                            | 3                            | 4                            | 10                           | 12                           | Kwalifikacja z MŚ |                   |                   |                   |                   |
| 1992 | Nie zakwalifikowała się      | Nie zakwalifikowała się      | Nie zakwalifikowała się      | Nie zakwalifikowała się      | Nie zakwalifikowała się      | Nie zakwalifikowała się      | Nie zakwalifikowała się      |                   |                   |                   |                   |                   |
| 1996 | Ćwierćfinał                  | 7/12                         | 8                            | 4                            | 4                            | 15                           | 16                           |                   |                   |                   |                   |                   |
| 2000 | Nie zakwalifikowała się      | Nie zakwalifikowała się      | Nie zakwalifikowała się      | Nie zakwalifikowała się      | Nie zakwalifikowała się      | Nie zakwalifikowała się      | Nie zakwalifikowała się      |                   |                   |                   |                   |                   |
| 2004 | Nie zakwalifikowała się      | Nie zakwalifikowała się      | Nie zakwalifikowała się      | Nie zakwalifikowała się      | Nie zakwalifikowała się      | Nie zakwalifikowała się      | Nie zakwalifikowała się      |                   |                   |                   |                   |                   |
| 2008 | Ćwierćfinał                  | 5-8/12                       | 6                            | 3                            | 3                            | 11                           | 12                           | Kwalifikacja z PŚ | Kwalifikacja z PŚ | Kwalifikacja z PŚ | Kwalifikacja z PŚ | Kwalifikacja z PŚ |
| 2012 | IV miejsce                   | 4/12                         | 8                            | 5                            | 3                            | 18                           | 10                           |                   |                   |                   |                   |                   |
| 2016 | Nie zakwalifikowała się      | Nie zakwalifikowała się      | Nie zakwalifikowała się      | Nie zakwalifikowała się      | Nie zakwalifikowała się      | Nie zakwalifikowała się      | Nie zakwalifikowała się      |                   |                   |                   |                   |                   |
| 2020 | Nie zakwalifikowała się      | Nie zakwalifikowała się      | Nie zakwalifikowała się      | Nie zakwalifikowała się      | Nie zakwalifikowała się      | Nie zakwalifikowała się      | Nie zakwalifikowała się      |                   |                   |                   |                   |                   |
| 2024 | Nie zakwalifikowała się      | Nie zakwalifikowała się      | Nie zakwalifikowała się      | Nie zakwalifikowała się      | Nie zakwalifikowała się      | Nie zakwalifikowała się      | Nie zakwalifikowała się      |                   |                   |                   |                   |                   |
| 2028 |                              |                              |                              |                              |                              |                              |                              |                   |                   |                   |                   |                   |

### Mistrzostwa świata
| Udział w mistrzostwach świata | Udział w mistrzostwach świata | Udział w mistrzostwach świata | Udział w mistrzostwach świata | Udział w mistrzostwach świata | Udział w mistrzostwach świata | Udział w mistrzostwach świata | Udział w mistrzostwach świata | . | Uwagi     |
| Rok                           | Runda                         | Miejsce                       | M                             | W                             | P                             | SW                            | SP                            | . | Uwagi     |
| ----------------------------- | ----------------------------- | ----------------------------- | ----------------------------- | ----------------------------- | ----------------------------- | ----------------------------- | ----------------------------- | - | --------- |
| 1949                          | Finał A                       | 3/10                          | 7                             | 5                             | 2                             | 15                            | 10                            | . |           |
| 1952                          | Finał A                       | 3/11                          | 8                             | 5                             | 3                             | 18                            | 12                            | . |           |
| 1956                          | Finał A                       | 5/24                          | 10                            | 6                             | 4                             | 24                            | 16                            | . |           |
| 1960                          | Nie brała udziału             | Nie brała udziału             | Nie brała udziału             | Nie brała udziału             | Nie brała udziału             | Nie brała udziału             | Nie brała udziału             | . |           |
| 1962                          | Grupa finałowa                | 4/21                          | 11                            | 8                             | 3                             | 27                            | 19                            | . |           |
| 1966                          | Grupa finałowa                | 7/22                          | 15                            | 5                             | 5                             | 19                            | 18                            | . |           |
| 1970                          | Grupa finałowa                | 2/22                          | 11                            | 10                            | 1                             | 32                            | 7                             | . | Gospodarz |
| 1974                          | II faza grupowa               | 7/24                          | 11                            | 8                             | 3                             | 27                            | 13                            | . |           |
| 1978                          | II faza grupowa               | 10/24                         | 9                             | 5                             | 4                             | 17                            | 17                            | . |           |
| 1982                          | II faza grupowa               | 5/24                          | 9                             | 6                             | 3                             | 21                            | 14                            | . |           |
| 1986                          | Półfinał                      | 3/16                          | 8                             | 6                             | 2                             | 19                            | 7                             | . |           |
| 1990                          | Ćwierćfinał                   | 5/16                          | 7                             | 4 3                           | 15                            | 13                            |                               | . |           |
| 1994                          | Baraż o ćwierćfinał           | 9-12/16                       | 4                             | 2                             | 2                             | 7                             | 7                             | . |           |
| 1998                          | II faza grupowa               | 7/24                          | 12                            | 7                             | 5                             | 23                            | 23                            | . |           |
| 2002                          | II faza grupowa               | 13-14/24                      | 6                             | 2                             | 4                             | 13                            | 13                            | . |           |
| 2006                          | Półfinał                      | 3/24                          | 11                            | 9                             | 2                             | 29                            | 14                            | . |           |
| 2010                          | III faza grupowa              | 7/24                          | 9                             | 5                             | 4                             | 21                            | 13                            | . |           |
| 2014                          | II faza grupowa               | 13-14/24                      | 9                             | 3                             | 6                             | 14                            | 20                            | . |           |
| 2018                          | II faza grupowa               | 9-12/24                       | 8                             | 4                             | 4                             | 16                            | 12                            | . | Gospodarz |
| 2022                          | Faza grupowa                  | 20/24                         | 3                             | 0                             | 3                             | 2                             | 9                             | . |           |
| 2025                          |                               |                               |                               |                               |                               |                               |                               |   |           |

### Mistrzostwa Europy
- 1950 – 4. miejsce
- 1951 –  2. miejsce
- 1955 –  3. miejsce
- 1958 – 4. miejsce
- 1963 – 4. miejsce
- 1967 – 9. miejsce
- 1971 – 7. miejsce
- 1975 – 5. miejsce
- 1977 – 5. miejsce
- 1979 – 10. miejsce
- 1981 –  3. miejsce
- 1983 –  3. miejsce
- 1985 – 5. miejsce
- 1987 – 11. miejsce
- 1989 – 6. miejsce
- 1991 – 5. miejsce
- 1993 – 5. miejsce
- 1995 – 4. miejsce
- 1997 – 9. miejsce
- 1999 – 7. miejsce
- 2001 – 6. miejsce
- 2003 – 9. miejsce
- 2007 – 8. miejsce
- 2009 –  3.miejsce
- 2011 – 6. miejsce
- 2013 – 4. miejsce
- 2015 – 4. miejsce
- 2017 – 6. miejsce
- 2019 – 11. miejsce
- 2021 – 12. miejsce
- 2023 – 15. miejsce

### Puchar Świata
- 1965 – 9. miejsce
- 1969 – 4. miejsce
- 1977 – 6. miejsce
- 2007 –  3. miejsce

### Liga Światowa
- 1994 – 4. miejsce
- 1995 – 5. miejsce
- 1996 – 8. miejsce
- 1997 – 6. miejsce
- 1998 – 7. miejsce
- 2003 – 5. miejsce
- 2004 – 4. miejsce
- 2005 – 5. miejsce
- 2006 – 4. miejsce
- 2007 – 5. miejsce
- 2008 – 7. miejsce
- 2009 – 9. miejsce
- 2010 – 7. miejsce
- 2011 – 5. miejsce
- 2012 – 4. miejsce
- 2013 – 4. miejsce
- 2014 - 8. miejsce
- 2015 - 10. miejsce
- 2016 - 11. miejsce
- 2017 - 9. miejsce

### Liga Narodów
- 2018 - 11. miejsce
- 2019 - 12. miejsce
- 2021 - 15. miejsce
- 2022 - 14. miejsce
- 2023 - 15. miejsce

### Igrzyska europejskie
- 2015 –  2. miejsce